# Kolonia Rzeplin
Kolonia Rzeplin – część wsi Rzeplin w Polsce położona w województwie lubelskim, w powiecie tomaszowskim, w gminie Ulhówek.
W latach 1975–1998 Kolonia Rzeplin administracyjnie należała do województwa zamojskiego.
Wierni Kościoła rzymskokatolickiego należą do parafii św. Jana Chrzciciela w Rzeplinie.